# Asashimo
L'Asashimo (朝霜? lett. "Brina mattutina") è stato un cacciatorpediniere della Marina imperiale giapponese, quattordicesima unità della classe Yugumo. Fu varato nel luglio 1943 dai cantieri navali Fujinagata.
Appartenente alla 31ª Divisione, per la prima parte del 1944 fu impegnato soprattutto in compiti di protezione del traffico navale e, a fine febbraio, colse una piccola vittoria contro i sommergibili statunitensi. Dopo aver vigilato sulle grandi unità da guerra a Tawi Tawi, fu presente alla battaglia del Mare delle Filippine (19-20 giugno) e, in seguito, riprese i compiti di scorta ai convogli. Fu schierato per la battaglia del Golfo di Leyte (23-25 ottobre) ma, in pratica, non vi ebbe parte alcuna perché dovette accompagnare al sicuro il danneggiato incrociatore Takao; fu poi dirottato a Manila e partecipò a una fase del massiccio invio di convogli a Leyte, sfuggendo alla distruzione nella baia di Ormoc a novembre. Rientrato in Giappone nel febbraio 1945, due mesi più tardi uscì in mare nel quadro dell'operazione Ten-Go, ma malfunzionamenti alle macchine fecero sì che rimanesse isolato dal resto della 2ª Flotta e, poi, facile bersaglio per i gruppi imbarcati statunitensi: fu affondato il 7 aprile con l'intero equipaggio, ultimo esemplare Yugumo a essere eliminato.

## Servizio operativo

### Costruzione
Il cacciatorpediniere Asashimo fu ordinato nell'anno fiscale edito dal governo giapponese nel 1942. La sua chiglia fu impostata nel cantiere navale della ditta Fujinagata, a Osaka, il 21 gennaio 1943 e il varo avvenne il 18 luglio 1943; fu completato il 27 novembre stesso anno e il comando fu affidato al capitano di fregata Nisaburō Maekawa. Fu immediatamente assegnato all'11ª Squadriglia cacciatorpediniere, dipendente dalla 1ª Flotta e demandata all'addestramento delle nuove unità in tempo di guerra.

### 1944
Il 27 gennaio 1944, per motivi non chiariti dalle fonti, il comando fu passato al capitano di fregata Yoshirō Sugihara e, il 10 febbraio, fu ufficialmente assegnato alla 31ª Divisione cacciatorpediniere con i gemelli Naganami, Kishinami e Okinami; il reparto era alle dipendenze della 2ª Squadriglia, a sua volta parte della 2ª Flotta. Eccettuato il Naganami in riparazione, la divisione si spostò all'isola di Ujina nella baia di Hiroshima e salpò il 26 febbraio con altre unità ausiliarie per proteggere un convoglio che doveva recare rinforzi a Saipan e Guam. Tre giorni dopo, tuttavia, le navi giapponesi finirono sotto l'attacco di alcuni sommergibili statunitensi. L'Asashimo, l'Okinami e il Kishinami affrontarono con successo i battelli avversari: respinto a cannonate e danneggiato l'USS Rock, collaborarono nel dare la caccia all'USS Trout, in ultimo distrutto. Con l'Okinami raccolse 1720 uomini dall'unico mercantile affondato e le isole furono raggiunte l'8 marzo. Completate le operazioni di scarico, il convoglio tornò indietro senza incidenti e i cacciatorpediniere proseguirono per Yokosuka; qui l'Asashimo e i gregari assunsero la difesa di un altro gruppo di navi da carico che, tra il 20 e il 28, condussero nella devastata base di Truk. L'Asashimo lasciò l'atollo il 1º aprile inquadrato in un convoglio importante – pur distaccato dalla divisione – che fece tappe a Saipan e Balikpapan prima di fermarsi, il 14, alle isole Lingga (nuova base d'oltremare della Marina imperiale). Presumibilmente rimasto in quest'area per circa un mese, l'11 maggio fu inserito nello schermo difensivo di un gruppo di petroliere che sostò a Balikpapan per fare il pieno di combustibili e dirigere quindi all'ancoraggio avanzato di Tawi Tawi, da dove furono organizzati tentativi non riusciti di soccorrere la guarnigione dell'isola di Biak. Attorno al 10 giugno, comunque, l'imminente pericolo che gravava sulle isole Marianne fece concentrare la flotta nipponica a ovest dell'arcipelago per la battaglia del Mare delle Filippine (19-20 giugno): lo scontro fu eminentemente aeronavale e, pur militando con la propria divisione nella "Forza C" d'avanguardia del viceammiraglio Takeo Kurita, l'Asashimo non ebbe alcun ruolo di rilievo. Seguì poi la flotta all'isola di Okinawa e da lì si spostò a Kure; ne partì l'8 luglio con una parte importante delle grandi unità da guerra e numerosi altri cacciatorpediniere. Questa formazione si fermò a Okinawa e vi sbarcò truppe, quindi proseguì fino alle isole Lingga, raggiunte il 16: per oltre due mesi le attività del cacciatorpediniere non sono note. A questo punto della guerra l'Asashimo aveva ricevuto una serie di modifiche e potenziamenti. Due installazioni triple di Type 96 da 25 mm furono piazzate su due piattaforme, erette ai lati del fumaiolo anteriore; i paramine e metà della ricarica per i tubi lanciasiluri furono rimossi. L'albero tripode prodiero fu rinforzato per ospitare una piccola piattaforma sorreggente un radar Type 22, adatto all'individuazione di bersagli navali; alla base dell'albero fu costruita una camera per gli operatori. Prima della battaglia del Golfo di Leyte, inoltre, l'Asashimo fu quasi sicuramente dotato di un secondo radar, un Type 13 (specifico per i bersagli aerei) all'albero tripode di maestra. Infine comparve, sul ponte di coperta, un certo numero di cannoni Type 96 su affusto singolo, in ogni caso non superiore a dodici. Le fonti, purtroppo, sono generiche sul periodo di questi interventi.
Il 18 ottobre l'Asashimo si trasferì con la 2ª Flotta dalle Lingga alla rada di Brunei, in preparazione al complesso attacco aeronavale orchestrato dalla Marina imperiale nelle acque delle Filippine: il 20, infatti, iniziarono gli sbarchi statunitensi sull'isola di Leyte. Il cacciatorpediniere fu assegnato al grosso della flotta che avrebbe dovuto attraversare il Mar di Sibuyan, lo Stretto di San Bernardino e calare da nord sul Golfo di Leyte. Già il 23 i giapponesi finirono sotto l'attacco di due sommergibili statunitensi e l'Asashimo recuperò i naufraghi dell'incrociatore pesante e nave ammiraglia Atago, poi trasferiti su altre navi, quindi fu assegnato alla scorta dell'incrociatore pesante Takao che, senza timone e con la poppa fracassata, tornò penosamente a Brunei. Il 31 salpò alla volta di Manila, dalla quale stava per iniziare l'operazione TA, l'invio convoglio dopo convoglio di rinforzi a Leyte per alimentare la resistenza della 35ª Armata: fu schierato un alto numero di navi leggere. L'Asashimo fu assegnato al quarto convoglio che salpò l'8 dalla baia della capitale ma, due giorni dopo, fu riassegnato al terzo gruppo di rifornimento (che era partito in ritardo) con altri cacciatorpediniere: le navi arrivarono la mattina tardi dell'11 novembre nella baia di Ormoc, il principale punto d'approdo dei rinforzi, dove però erano in attesa ben 350 velivoli della Task force 38. Tutti i quattro cargo furono annientati nei primi attacchi; quindi gli aviatori statunitensi si gettarono sui cacciatorpediniere in fuga. Nel corso della mattanza l'Asashimo manovrò alla massima velocità, rimase fortunosamente illeso e riuscì anche ad affiancarsi al gemello Hamanami completamente devastato e in procinto di affondare. Recuperò 167 uomini, compreso il comandante, e si lanciò a tutta velocità fuori dalla baia. Unico superstite del terzo convoglio, l'Asashimo arrivò a Manila il 12 e fece scendere i passeggeri, quindi si spostò alle Lingga, toccate il 22 novembre. Intanto era stato riassegnato alla 2ª Divisione cacciatorpediniere, reparto sempre inquadrato nella 2ª Squadriglia; fu tuttavia momentaneamente prestato alla 1ª Squadriglia che salpò il 24 dicembre per eseguire un bombardamento delle spiagge di sbarco statunitensi a San Jose, sull'isola di Mindoro. Nella rotta finale d'avvicinamento la formazione fu localizzata e il Kiyoshimo fu affondato; i 167 superstiti furono raccolti dall'Asashimo che ripiegò il 27, al seguito delle navi amiche.

### 1945: l'affondamento

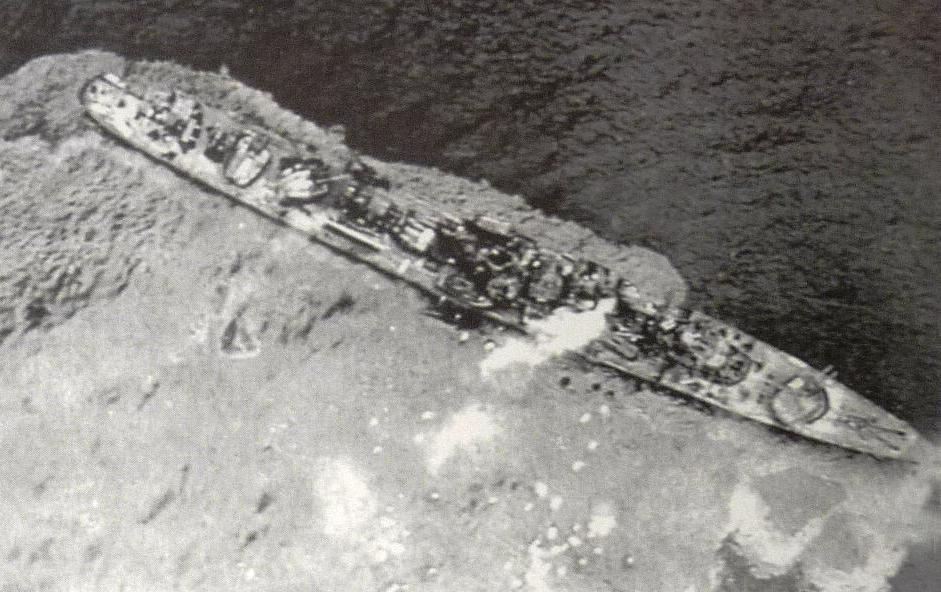
Gli ultimi momenti dello Asashimo, già inclinato e con evidenti perdite di carburante

L'Asashimo rimase nell'area delle Indie orientali olandesi per circa due mesi e, forse, aggiunse in quel periodo qualche altro pezzo contraereo individuale Type 96, portando il totale di queste armi su affusto singolo a dodici. Il 10 febbraio, nel quadro dell'operazione Kita, salpò con il resto della scorta della 4ª Divisione portaerei (Ise, Hyuga) per difendere le due unità nel pericoloso rientro in acque metropolitane, raggiunte senza perdite il 20. Il 10 febbraio stesso l'Asashimo aveva nuovamente cambiato appartenenza poiché, ultimo esemplare della classe Yugumo, era stato trasferito alla 21ª Divisione (Kasumi, Hatsushimo) della 2ª Squadriglia. Tra il 23 e il 27 febbraio fu revisionato e raddobbato a Kure, quindi rimase in Giappone. In seguito divenne nave ammiraglia della divisione e imbarcò il comandante, capitano di vascello Hisao Kotaki.
Subito dopo il grande sbarco statunitense a Okinawa la Marina imperiale organizzò una disperata sortita generale della molto indebolita 2ª Flotta, capeggiata dalla nave da battaglia Yamato: lo scopo dell'attacco era far arenare la corazzata e le navi che l'accompagnavano a Okinawa (l'incrociatore leggero Yahagi e otto cacciatorpediniere, compreso l'Asashimo e il resto della 21ª Divisione) in modo tale da appoggiare la guarnigione con i cannoni di bordo. Sembra anche che ulteriore obiettivo fosse attirare quanto più possibile delle forze aeree imbarcate americane per sgombrare il campo a un pianificato, massiccio attacco kamikaze. La missione cominciò il 6 aprile ma, dopo poche ore, la squadra giapponese fu localizzata da un sommergibile; la mattina del 7 aprile un ricognitore statunitense individuò con precisione le unità giapponesi, che allora si trovava a sud di Sasebo. Attorno alle 09:00 l'Asashimo segnalò alla Yamato di avere avarie alle turbine e, infatti, fu presto lasciato indietro dal resto della squadra che, un'ora dopo, sparì dietro l'orizzonte. L'equipaggio dell'unità cercò di rimettere in sesto i motori senza successo ma, per ragioni non riportate, i capitani Sugihara e Kotaki respinsero l'offerta di aiuto della kaibokan Yashiro, in navigazione in quella zona per rientrare a Sasebo. Alle 12:40 circa i gruppi imbarcati statunitensi iniziarono a bersagliare la flotta nipponica in formazione circolare; alcuni velivoli avvistarono l'Asashimo e, alle 12:46, lo centrarono con almeno un ordigno. Alle 13:05 una nuova ondata aerea si abbatté sulle navi e l'Asashimo incassò in rapida successione due siluri dagli aerosiluranti della USS San Jacinto, che squarciarono la fiancata destra. L'Asashimo si inclinò su quel lato e sprofondò di poppa 150 miglia a sud-ovest di Nagasaki (13°00′N 128°00′E): l'intero equipaggio, compresi Sugihara e Kotaki, rimase ucciso.
Il 10 maggio l'Asashimo fu rimosso dai ruoli della Marina imperiale.